# Asociación Uruguaya de Árbitros de Fútbol
La Asociación Uruguaya de Árbitros de Fútbol (AUDAF), es la agremiación que nuclea a los árbitros que actúan en los partidos de fútbol y de futsal de la Asociación Uruguaya de Fútbol, tanto a nivel profesional como amateur y en divisiones formativas y fútbol femenino.

## Historia
Surge en 1951 como respuesta a la imposición de un árbitro extranjero en un partido de fútbol entre el local Nacional y el brasileño Palmeiras. En su historia ha sufrido escisiones pero las nuevas entidades no han permanecido por más de 7 u 8 años, y los socios han retornado a la AUDAF en todos los casos.
Integra la Federación Uruguaya de Empleados de Comercio e Industria y por tanto, al PIT-CNT. Algunos de sus presidentes fueron los árbitros mundialistas Juan Cardellino, Ernesto Filippi, Ramón Barreto, Jorge Larrionda, Martín Vázquez, etc. Su actual presidente es el asistente de primera categoría Marcelo De León, quien no ha tenido una gran trayectoria deportiva (no es internacional), pero si destacada participación política. Otros árbitros destacados en los últimos tiempos han sido Roberto Silvera, Andrés Cunha y Martín Vázquez. Daniel Rodríguez lo ha sido en la disciplina futsal y Claudia Umpiérrez en el Fútbol Femenino. Javier Bentancor en el fútbol playa, todos estos con participación mundialista.
Su reclamación histórica ha sido la profesionalización de los miembros actuantes en el fútbol rentado. Si bien aun son semiprofesionales, ya que todos tienen otra actividad remunerada, en 2015 consiguieron tener ingresos estables.
Actualmente tiene su sede en la Tribuna Colombes del Estadio Centenario en Montevideo, Uruguay.